# Китаєзнавчі дослідження (журнал)
«Китаєзнавчі дослідження» — український науковий журнал, видається Інститутом сходознавства ім. А. Ю. Кримського НАН України, та ДВНЗ «Київський національний економічний університет імені Вадима Гетьмана».
Журнал засновано в 2015 році. Журнал публікує статті, присвячені актуальним проблемам історії та сучасного розвитку Китаю, дослідженню китайської мови та літератури, вивченню контактів Китаю з іншими країнами Азії та з Україною, історіографічні огляди та рецензії, а також інформацію про наукові конференції. В журналі публікуються статті вітчизняних і закордонних авторів, а також переклади історичних, релігійних і літературних пам’яток Китаю. Станом на початок 2025 р. вийшли друком 28 чисел журналу.
Реєстрація суб'єкта у сфері друкованих медіа: Рішення Національної ради України з питань телебачення і радіомовлення № 539 від 29.02.2024 року.
Фахова реєстрація: журнал включено до Переліку наукових фахових видань України категорії Б у галузі філософських, філологічних, політичних та економічних наук (спеціальності 033 «Філософія», 035 «Філологія», 051 «Економіка», 052 «Політологія», 071 «Облік і оподаткування», 072 «Фінанси, банківська справа та страхування», 073 «Менеджмент», 075 «Маркетинг», 076 «Підприємництво, торгівля та біржова діяльність», 292 «Міжнародні економічні відносини») відповідно до Наказу МОН України від 26.11.2020 № 1471 (додаток 3).
Метою журналу “Китаєзнавчі дослідження” є висвітлення результатів наукових пошуків дослідників у галузі вивчення Китаю.
Ця мета визначає основні завдання:
– сприяти створенню відкритого інформаційного середовища, що забезпечує взаємодію між провідними фахівцями та молодими вченими в галузі дослідження Китаю;
– активізувати розвиток міжнародного співтовариства фахівців в галузі теорії та практики дослідження Китаю;
– сприяти розширенню зв'язків Інституту сходознавства ім. А. Ю. Кримського НАН України, ГО "Українська асоціація китаєзнавців" та ДВНЗ «Київський національний економічний університет імені Вадима Гетьмана» з науковими та освітніми українськими та зарубіжними спільнотами.
Відтепер наукові статті, опубліковані у журналі «Китаєзнавчі дослідження», доступні для читачів і дослідників з усього світу на платформі Taiwan Academic Classics.